# Emi magique
Emi magique (魔法のスターマジカルエミ, Mahō no sutā majikaru Emi, litt. Emi magique la star de la magie) est une série d'animation japonaise du genre magical girl, en 38 épisodes de 22 minutes, créée en 1985.

## Histoire
Mai Kazuki est une jeune fille passionnée de magie voulant faire partie de la troupe de ses grands-parents, les Magies Carottes. Un jour, elle aperçoit un lutin sous forme d'esprit qui s'incarne dans une vieille peluche. Il lui remet un bracelet permettant de la transformer en une magicienne d'exception.
Elle fait donc ses preuves lors d'un de leurs spectacles sous le nom d'Emi. Elle devient en très peu de temps une star grâce au célèbre producteur Bartholomé. Mais à l'école de la vie comme à celle de la magie, les difficultés sont nombreuses.

## Personnages
- Maï Kazuki : fille de Françoise et Francis, Maï adore la magie et le succès. Quand elle découvrira qu'elle pourra se transformer en Emi, Maï utilisera beaucoup son pouvoir. Au début, elle déteste Ronnie mais finalement, ils seront de grands amis. Elle fait partie de la troupe des Magie Carottes mais sera rarement là à cause de son rôle d'Emi.

- Émi Magique : jeune fille en laquelle se transforme Maï avec ses pouvoirs magiques. Son pseudonyme est Emi Magique. Elle fait des tours de magie sensationnels selon les Magie Carottes. Sans elle, la troupe ne serait jamais passée à la télévision.

- Boulou : petit frère de Maï. Il est très espiègle.

- Ronnie : fils d'un couple de magiciens, Ronnie n'a jamais aimé la magie et préfère la boxe, sa plus grande passion. Il est très poli et généreux. Il sait conduire des motos mais roule très vite sans respecter le code de la route. Au début, il ne s'entend pas très bien avec Maï.

- Françoise et Francis Kazuki : ils sont les parents de Maï et de Boulou et tiennent un magasin de cookies. Leur seul jour de repos est le dimanche. Francis fume la cigarette. Françoise est la fille de Joseph et de Félicie.

## Série télévisée

### Liste des épisodes
Les titres sont les traductions des titres japonais utilisés par la chaîne Mangas.
1. Une merveille est née - L'Étoile magique (ワンダーは、生まれています！魔法のスター！！, Wandāwa, umare te imasu! Mahō no sutā!!?)
2. Les débuts d'une magicienne !! L'émission en direct !! (デビューマジック！魔法のスターは放送ライブ！！, Debyūmajikku! Mahō no sutā wa hōsō raibu!!?)
3. Le jeune homme qui aimait la boxe (あいつの好きな男性ボクシング, Aitsu no Suki na dansei Bokushingu?)
4. Fushigi-iro Happiness (不思議色、ハピネス, Fushigi iro, hapinesu?)
5. Le pluvieux festival de Tanabata (雨で七夕ファンタジー, Ame de Tanabata Fantajī?)
6. Cachant le scintillement de l'Étoile (スターの輝きを秘めて?)
7. Initiation aux travaux ménagers pendant les vacances d'été (夏休み家庭科入門?)
8. Le meilleur garçon du bord de mer (海辺のベストキッド, Bīchi no besuto Kiddo?)
9. Je déteste la boxe ! (私はボクシング嫌い！, Watashi wa Bokushingu girai!?)
10. Le train de la montagne - Où est l'O.V.N.I. !? (ハイランドはトレイン - どこUFOのです！？, Hairando wa Torein - doko UFO no desu!??)
11. La vie secrète d'une star (秘密のスターライフ, Himitsu no Sutaraifu?)
12. L'été est la mémoire des étincelles colorées (夏は光色のメモリー, Natsu ha Hikari shoku no Memorī?)
13. Le précepteur âgé de 16 ans (家庭教師は16才, Kateikyōshi ha 16 Sai?)
14. Le théâtre des fleurs de Kotemaridaï (こてまり台花のステージ, Kotemari dai Hana no Sutēji?)
15. La fée Éole (風が残したかざぐるま, Kaze ga Nokoshita Kazaguruma?)
16. Un magnifique et puissant chauffeur (すてきパワフルドライバー, Suteki Pawafuru Doraibā?)
17. Mon sentiment d'anxiété à la fête de l'école (気分はゆれて学園祭, Kibun Hayurete Gakuensai?)
18. … Un rêve vers la lumière magique (魔法の光に夢を, Mahō no Hikari ni Yume wo?)
19. Romance à travers la vitrine (ガラス越しのロマンス, Garasu koshi no Romansu?)
20. Le dangereux objectif (危険なシャッターチャンス, Kiken na Shattāchansu?)
21. Bonne chance ! Le jeu de la course du cœur (がんばれ！ ドキドキゲーム, Ganbare! Dokidokigēmu?)
22. Mon esprit est tel une douce brise d'automne (からっと秋風心もよう, Karatto Akikaze Kokoro Moyō?)
23. Je suis désolé, grande sœur (ごめんねミーちゃん, Gomenne mī-chan?)
24. La clochette tinte une fois encore (鈴の音よもう一度, Suzu no Ito yomō Ichido?)
25. Un charmant visiteur (かわいい訪問者, Kawaii Hōmonsha?)
26. Pluie de feuilles mortes (枯葉のシャワー, Kareha no Shawā?)
27. L'affaire criminelle de monsieur Chronométré (国分寺さん殺人事件, Kokubunji-san Satsujinjiken?)
28. Coucher de Lune, lever de Soleil (ツキが落ちれば陽が昇る, Tsuki ga Ochire ba Yō ga Noboru?)
29. Scène de la neige : le pays des rêves (雪景色・夢の国, Yuki Keshiki . Yume no Kuni?)
30. La fête du vin coloré (ワイン色のパーティ, Wain shoku no Pātei?)
31. La dispute d'un couple d'amoureux (仲よし夫婦のギザギザ模様, Naka yoshi Fūfu no gizagiza Moyō?)
32. Le choc de la salle de bain ! (お風呂場でドッキリ！, O Furoba de Dokkiri!?)
33. Vole ! Snow Dragon (飛べ！スノードラゴン, Tobe! Sunōdoragon?)
34. Les Karinto de l'amour et du chagrin (愛と哀しみのカリントウ, Ai to Kanashi mino Karintō?)
35. Bienvenue dans la forêt de diamants (妖精の森へようこそ！, Yōsei no mori heyōkoso!?)
36. Le vent du nord de la solitude (北風にひとりぼっち, Kitakaze Nihitoribocchi?)
37. La saison de l'hésitation (ためらいの季節, Tamerai no Kisetsu?)
38. Au revoir, magicienne des rêves colorés (さよなら夢色マジシャン, Sayonara yumeiro Majishan?)

## Chansons
Opening
- Fushigi-iro happiness (不思議色ハピネス), de Yōko Obata

Ending
- Anata dake Dreaming (あなただけ Ｄｒｅａｍｉｎｇ), de Yōko Obata

Générique français
- Emi Magique, de Valérie Barouille

Insert songs 
- Fushigi-iro happiness (不思議色ハピネス), de Yōko Obata
- Anata dake Dreaming (あなただけ Ｄｒｅａｍｉｎｇ), de Yōko Obata
- Nankoku ningyo-hime (南国人魚姫), de Yōko Obata

## Diffusions
- Du 7 juin 1985 au 28 février 1986 au Japon.

### Diffusions Françaises
1ère diffusion hertzienne
- 29 aout 1987 (La Cinq - Youpi ! L'école est finie)

1ère diffusion sur Cable/Sat/TNT10
- septembre 1997 (AB Cartoons)

Rediffusions
- 22 mai 1988, 1991 (La Cinq - Youpi!)
- 2 janvier 1989 (La Cinq - Youpi ! L'école est finie)
- TMC (Récré Kids)
- 6 novembre 1999, 4 juillet 2001, 17 décembre 2020 (Mangas)
- 12 décembre 2000, 15 janvier 2002 (AB1)

## Épisodes spéciaux

### OAV
- Finale! Finale! Soushuuhen - 1986
- Semishigure - 1986
- Kumo Hikaru - 2002

### SPECIALE
- Mahou no Star Magical Emi ~ invitation ~ - 1999

## Distribution

### Voix originales[2]
- Yoko Obata : Mai Kazuki / Magical Emi
- Yū Mizushima : Shou Yuuki
- Atsuko Mine : Haruko Nakamori
- Daisuke Gouri : Shigeru Koganei
- Hideki Fukushi : Dannoura (ép. # 11)
- Jouji Yanami : Yousuke Nakamori
- Kazue Ikura : Musashi Koganei
- Kazuki Junichi : Naya, Rokurou
- Masaaki Tsukada : Shiroyama-sensei
- Maya Okamoto : Yukiko
- Nana Aoki : Yōko Kazuki
- Naoki Tatsuta : Topo
- Rokurō Naya : Junichi Kazuki
- Shigeru Chiba : Kokubunji
- Shinya Ohtaki : Akira
- Sukekiyo Kameyama : Akira Matsuo
- Yūko Mita : Misaki Kazuki

Voix additionnelles
- Kiyomi Tomioka
- Masae Maeda
- Miho Yoshida
- Sayuri Yamanouchi

### Doublage français[3]
- Céline Ertaud Delrieu : Maï Kazuki / Emi Magique
- Luq Hamet : Ronnie
- Vincent Violette : Mokko, Albert (voix de remplacement)
- Danielle Dinan : Mère (Françoise)
- Georges Caudron : Père (Francis)
- Emmanuel Garijo : Boulou
- Nathalie Regnier : Isabelle (Stella selon les épisodes), le garçon mystérieux (ép.#18)
- Franck Baugin : Alphonse
- Éric Baugin : Albert, Alphonse (voix de remplacement)
- Monique Mélinand : Grand-mère (Félicie)
- Vincent Grass : M. Bartholomé
- Yves Barsacq : grand-père (Joseph)
- Chris Bénard : Chronométré
- Jean-Loup Horwitz : Junior (Alphonse selon les épisodes)

Voix de remplacement
- Roger Dumas : M. Bartholomé (premiers épisodes)
- Nicole Favart : mère de Maï (épisodes 14, 15, 17 et 29)
- Françoise Pavy : mère de Maï (épisodes 32, 37 et 38)
- Daniel Lafourcade : Junior (voix de remplacement)

Personnages secondaires et invités
- Emmanuel Jacomy : le captaine du club de boxe (ép. #3), concurrent de Junior (ép. #21)
- Philippe Peythieu : le metteur en scène (ép. #6)
- Jérôme Berthoud : Édouard (ép. #8)
- Bertrand Liebert : Shindo Sanada (ép. #9)
- Françoise Dasque : Bibi - la chanteuse de rock (ép. #10)
- Thierry Ragueneau : Jean-Paul Portemanteau (ép.#11)
- Georges Atlas : Barnabé (ép. #12)
- Kelvine Dumour : Élisabeth (ép. #15), Professeur (ép. #23 et 28), Séphirine enfant (ép. #24), l'esprit (ép. #26)
- Brigitte Bergès : la sœur du capitaine du club de boxe (ép.#17)
- Luc Bernard : le journaliste - Ramasse-Miettes (ép.#20)
- Pauline Larrieu : Rébecca (ép. #25)
- Véronique Alycia : la magicienne (ép. #33), la pierre précieuse (ép.#35)

Voix additionnelles
- Mario Pecqueur : le boxeur (ép. #3)
- Éric Aubrahn : divers rôles (ép. #3), le copain de classe (ép. #28)
- Maria Tamar : la manager (ép. #4)
- Dany Tayarda : divers rôles (ép. #6), amie 1 de Emi (ép. #11)
- Pierre Baton : divers rôles (ép. #6)
- Hervé Joly : divers rôles (ép. #7)
- Michel Fortin : le coach (ép. #9)
- Régine Teyssot : amie 2 de Emi (ép. #11)
- Serge Bourrier : le promoteur (ép. #12)
- Christian Pelissier : le contremaître 1 (ép. #12)
- Marc Alfos : le contremaître 2 (ép. #12)
- Jean-Pierre Denys : voix à la radio de l'école (ép. #14)
- Marc de Georgi : la voix de la télé (ép. #15)
- Arlette Thomas : la petite fille (ép. #18), voix d’enfants (ép. #21)
- Virginie Ledieu : un esprit (ép. #19)
- Perrette Pradier : divers rôles (ép. #25 et 33)
- Gilbert Lévy : le prof (ép.#28), divers rôles (ép. #34)
- Sylvain Clément : divers rôles (ép. #30)

## Sorties DVD
- Déclic Images édita plusieurs versions de coffrets. Deux en édition simple en version française seulement. La première de deux box (19 épisodes chacun) en novembre 2006. Suivie en 2007 d'une "édition petit prix", cette fois en 3 box de 4 DVD (12 ou 13 épisodes par coffret). Une édition Collector (9 DVD) sortie en 2009 comprenant la VF, la VOSTF ainsi qu'un livret.

- Une dernière en 2010, qui n'est pas réellement une édition, comprend, dans un unique coffret, les box Collectors de Creamy, merveilleuse Creamy, d'Emi Magique et de Susy aux fleurs magiques en 22 DVD.

## Commentaires
- Dans l'épisode 4, à 4:53, Yû Morisawa (Creamy, merveilleuse Creamy), apparait en bas à droite sur le trottoir. Seule différence, ses cheveux sont châtains. Durant ce même épisode, à 5:20 et 5:52, toujours dans le même coin, on aperçoit une partie de la camionnette de Creamy.

- Au cours de l'épisode 11, Sablotin du studio Tokyo Movie Shinsha et Sinon (l'un des compagnons de Creamy) apparaissent à 2:20 parmi divers jouets et peluches.

- Nouvelle apparition de Yû dans l'épisode 14 à 18:39. Elle se retrouve également sur le plan suivant.

- Cette dernière, adolescente, apparait assise à une terrasse de café dans l'épisode 15 à 5:34.

- Dans l'épisode 18, nous retrouvons le poster d'Arnold Schwarzenegger, en bodybuilder, à 9:15, et celui Sylvester Stallone, en Rambo, entourant celui d'Emi dans la salle de gymnastique de la maison de Maï.

- Au cours de l'épisode 19, le lapin blanc de Vanessa ou la magie des rêves danse avec d'autres jouets à partir de 12:26. A 12:45, nouvelles apparitions de compagnons de Vanessa, les petits lutins verts jouent chacun d'un instrument de musique différent en étant sur un tambour montant du bas de l'image.

- C'est au cours de l'épisode 20, qu'une photo de Lamu, collée à l'envers, se trouve sur le côté d'une bibliothèque.

- Retour de Vanessa dans l'épisode 21 avec un plumier à son effigie apparaissant à deux reprises sur la table de classe de Maï, à 12:01 et à 12:06.

- Dans l'épisode 23, Boulou, le petit frère de Maï, mange avec un bol ayant comme décoration de nouveau Sablotin. Il apparait à deux reprises, à 21:59 et à 22:12.

- Lamu apparait de nouveau, dans le public, avec les cheveux châtains, dans l'épisode 26 à 9:56.

- Doraemon sort d'une poussette, dans le 28, de 14:05 à 14:09.

- Dans le 29, apparition de Yû avec son prénom en anglais sur un camion suivi de son affiche dessus à 7:26 et 7:27.

- Boulou s'habille en Superman toujours dans le 29, à 16:25, et de 17:10 à 19:43.

- Un des lutins de Vanessa fait une grimace dans la vidéo de l'écran de la façade de l'immeuble de la chaine de TV à 5:45 dans l'épisode 31.

- Apparition des Varitechs de Macross/Robotech toujours dans l'épisode 31 à 8:03. L'emblème de Macross est remplacée par la tête d'un des compagnons de Vanessa à 8:06.

- Dans l'épisode 36, le diable sortant du coffre, à 18:21, est la tête d'un des lutins de Vanessa tirant la langue.

- Dans "Adesugata Mahou no Sannin Musume" , il y a "Creamy, merveilleuse Creamy" , "Vanessa ou la magie des rêves" et "Susy aux fleurs magiques" avec "Emi magique".